# Активиа
«Активиа» («Activia») — марка пробиотических ферментированных молочных продуктов компании «Danone» (в США известна как «Dannon»).
«Активиа» содержит пробиотическую бактерию, относящуюся к виду Bifidobacterium animalis из рода Bifidobacterium.
«Danone» утверждает, что «Bifidus Regularis» или «Bifidus Actiregularis» (обьявляются торговыми марками Bifidobacterium animalis) помогает избавиться от дискомфорта в области живота.
По данным 2004 года, приведённым в «Drug and Therapeutics Bulletin», научные данные о возможных позитивных эффектах пробиотиков неполны, а рекламные заявления производителей об укреплении здоровья и борьбе с аллергией не заслуживают доверия. С тех пор, по состоянию на 2024 год, на тему данного продукта было проведено множество исследований, по результатам которых можно предположить, что незначительный положительный эффект на функцию ЖКТ у продукта, все же, имеется, пусть и не в заявленном ранее объёме.

## История Активиа
В 1980-х исследователи Danone заинтересовались бифидобактериями. Методом селекции они получили особый пробиотический штамм, способный выжить в кислой среде йогурта, и решили добавить его в продукты в дополнение к традиционным йогуртовым бактериям. Таким образом, продукция Активиа содержит заквасочные культуры и специальный пробиотический штамм бифидобактерий ActiRegularis® (до 2006 года — Essensis®) — пробиотическую бактерию, относящуюся к виду Bifidobacterium animalis из рода Bifidobacterium.
Компания Danone запустила продукт во Франции в 1987 году под торговой маркой Bio.

## Годы запуска Активиа в разных странах
- 1987: Франция
- 1988: Бельгия, Испания и Великобритания
- 1989: Италия
- 2001: Россия[5]
- 2002: Япония
- 2004: Канада
- 2005: Африка, Китай и США
- 2011: Австралия

Активиа занимает первое место среди мировых брендов свежей молочной продукции.

## Споры вокруг заявлений о пользе пробиотических продуктов
В 2006 году европейское постановление потребовало, чтобы компании, производящие здоровые пищевые продукты, предоставляли научные данные, подтверждающие их маркировку и рекламный посыл. В настоящее время EFSA (Европейское агентство по безопасности пищевых продуктов) проверяет все заявления о функциональных продуктах питания. Споры вокруг доказанной эффективности продуктов, содержащих пробиотики, затронули множество компаний-производителей, в том числе и Danone.
«New York Times» за 24 января 2008 года сообщила следующее:
Компания «Данон», продвигая «Активиа», сообщает в рекламе о её чудодейственной силе. 25 января 2008 года в Лос-Анджелесский федеральный суд (США) в суд был подан иск против «Данона». В заявлении утверждается, что эти заявления просто дурачат потребителей. Реклама, вводящая в заблуждение, — говорится в иске калифорнийских адвокатов, — позволила компании продать потребителям, озабоченным своим здоровьем, на сотни миллионов долларов обычного йогурта по завышенным ценам.
Защищаясь, «Данон» утверждала, что клинические испытания подтверждают достоинства её йогуртов.
В то же время спорным являлся вопрос, в какой мере бактерии, исследованные в ходе клинических испытаний, представлены в продаваемых продуктах. В 2006 г. Американское общество микробиологов обнародовало доклад, в котором утверждалось, что качество пробиотиков, доступных потребителям по всему миру, ненадёжно.
В апреле 2010 года, после начала проверки заявляемых в рекламе «целебных свойств» йогуртов Activia и Actimel со стороны Европейского агентства по безопасности пищевых продуктов (EFSA), Danone фактически признала, что йогурты не имеют никаких особых целебных свойств, и заявила об изменении своей рекламной кампании во Франции.
На данный момент нет единых критериев, по которым можно доказать пользу продуктов с пробиотиками. Поэтому при подтверждении эффективности производители, как правило, ссылаются на научные исследования о влиянии отдельных используемых штаммов пробиотиков, хотя влияние ферментированных кисломолочных продуктов на организм исследуется до сих пор.